# دین پاریزو
دین پاریزو (انگلیسی: Dean Parisot؛ زادهٔ ۱۹۵۲) یک کارگردان، فیلم‌نامه‌نویس و تهیه‌کننده تلویزیونی اهل ایالات متحده آمریکا است. 

## آثار کارگردانی
- سیب‌زمینی سرخ‌شده خانگی (۱۹۹۸)
- ماجراجویی کهکشانی (۱۹۹۹)
- شوخی با دیک و جین (۲۰۰۵)
- رد ۲ (۲۰۱۳)
- بیل و تد چهره موسیقی (۲۰۲۰)